# ダン・ヘナ
ダン・ヘナ（Dan Hennah）は、ニュージーランドのプロダクションデザイナーである。『ロード・オブ・ザ・リング』三部作、『ホビット』三部作などに参加しており、『ロード・オブ・ザ・リング/王の帰還』でアカデミー美術賞を獲得した。

## フィルモグラフィ
- キャプテン・ブーリーの大冒険 Nate and Hayes (1983)
- グレート・ストリーム White Water Summer (1987)
- Cumulus 9 (1992)
- The Tribe (1999)
- ロード・オブ・ザ・リング The Lord of the Rings: The Fellowship of the Ring (2001)
- ロード・オブ・ザ・リング/二つの塔 The Lord of the Rings: The Two Towers (2002)
- ロード・オブ・ザ・リング/王の帰還 The Lord of the Rings: The Return of the King (2003)
- キング・コング King Kong
- ウォーター・ホース The Water Horse: Legend of the Deep (2007)
- アンダーワールド ビギンズ Underworld: Rise of the Lycans (2009)
- 決闘の大地で The Warrior's Way (2010)
- ホビット 思いがけない冒険 The Hobbit: An Unexpected Journey (2012)
- ホビット 竜に奪われた王国 The Hobbit: The Desolation of Smaug (2013)
- ホビット 決戦のゆくえ The Hobbit: The Battle of the Five Armies (2014)
- Ice Fantasy (2016)
- アリス・イン・ワンダーランド/時間の旅 Alice Through the Looking Glass (2016)
- マイティ・ソー バトルロイヤル Thor: Ragnarok (2017)

## 受賞とノミネート
| 賞           | 年   | 部門   | 作品名                            | 結果       |
| ------------ | ---- | ------ | --------------------------------- | ---------- |
| アカデミー賞 | 2001 | 美術賞 | ロード・オブ・ザ・リング          | ノミネート |
| アカデミー賞 | 2002 | 美術賞 | ロード・オブ・ザ・リング/二つの塔 | ノミネート |
| アカデミー賞 | 2003 | 美術賞 | ロード・オブ・ザ・リング/王の帰還 | 受賞       |
| アカデミー賞 | 2005 | 美術賞 | キング・コング                    | ノミネート |
| アカデミー賞 | 2012 | 美術賞 | ホビット 思いがけない冒険         | ノミネート |